# Gerd Silberbauer
Gerd Silberbauer (* 26. April 1953 in Eitelborn) ist ein deutscher Schauspieler.

## Leben
Gerd Silberbauer studierte zunächst Rechtswissenschaft an der Friedrich-Wilhelms-Universität Bonn. Neben dem Studium jobbte er als Bühnenarbeiter und entschloss sich 1978 zu einer Schauspielausbildung an der Schauspielschule Zerboni in München. Es folgten erste Engagements am Württembergischen Staatstheater Stuttgart, am Berliner Schillertheater und am Düsseldorfer Schauspielhaus. 1985 kam Silberbauer schließlich an die Münchner Kammerspiele an der Maximilianstraße. Bis 1990 gehörte Silberbauer zum Ensemble des Bochumer Schauspielhauses.
Seit Anfang der 1990er-Jahre ist Silberbauer vermehrt im Fernsehen zu sehen, so etwa in SOKO 5113, Der Landarzt, Drehkreuz Airport, Klinik unter Palmen oder in verschiedenen Filmen der Krimireihe Tatort. 2007 war er als Gerd Steiner in acht Folgen von Alles außer Sex zu sehen. Des Weiteren spielte er im Oktober 2007 den Golf-Profi Rainer Saremba in der Telenovela Sturm der Liebe. In der ZDF-Krimiserie SOKO 5113 (später SOKO Muenchen) wurde er 2008 der Nachfolger von Wilfried Klaus (Horst Schickl). Außerdem spielte er in der Neuauflage von Der Bergdoktor. 2010 spielte er in Die Akte Golgatha.
Gerd Silberbauer hat mit der Schauspielerin Julia Stelter einen Sohn (* 2004).

## Filmografie (Auswahl)

### Filme
- 1992: Neptun und Isolde
- 1993: Liebe am Abgrund
- 1995: Rosamunde Pilcher: Wechselspiel der Liebe
- 1997: Mein Papa ist kein Mörder
- 1998: Verfolgt! – Mädchenjagd auf der Autobahn
- 1999: Meine beste Feindin
- 2000: Frucht der Gewalt
- 2000: Da wo die Berge sind
- 2001: Utta Danella – Der blaue Vogel
- 2002: Der Wannsee-Mörder
- 2004: Der weiße Afrikaner
- 2004: Utta Danella – Das Familiengeheimnis
- 2005: Dr. Sommerfeldt – Alte Träume, neue Liebe
- 2006: Der Traum ihres Lebens
- 2006: Das Weihnachts-Ekel
- 2008: Wieder daheim
- 2010: Die Akte Golgatha

### Fernsehserien
- 1988: Tatort – Moltke
- 1991, 1998: SOKO 5113 (Folgen 9x11, 15x11)
- 1992: Ein Heim für Tiere (Folge 8x10)
- 1992: Der Fahnder (Folgen 4x09, 4x18)
- 1992: Happy Holiday (14 Folgen)
- 1993: Marienhof (Soap, 10 Folgen)
- 1993: Tatort – Gefährliche Freundschaft
- 1994: Wildbach (Folge 2x06)
- 1997: Solo für Sudmann (Folge 1x04)
- 1998: Tatort – Fürstenschüler
- 1999: Dr. Stefan Frank – Der Arzt, dem die Frauen vertrauen (Folge 4x04)
- 1999: Schlosshotel Orth (Folge 4x03)
- 2000: Für alle Fälle Stefanie (Folge 6x11)
- 2000: Die Verbrechen des Professor Capellari (Folge 1x06)
- 2000: Im Namen des Gesetzes (Folge 6x02)
- 2001: Kommissar Rex (Fernsehserie, Folge 7x09)
- 2001–2008: SOKO Kitzbühel (3 Folgen)
- 2001–2008: Der Landarzt (42 Folgen)
- 2002: Klinik unter Palmen (7x01–7x03)
- 2002: Tierarzt Dr. Engel (Folge 5x09)
- 2003: Ein Fall für zwei (Folge 23x01)
- 2003: SOKO Leipzig (Folge 4x04)
- 2003: Die Rosenheim-Cops (Folge 2x09)
- 2004–2007: Küstenwache (Folgen 7x01, 11x09)
- 2005–2007: Siska (Folgen 8x10, 10x05)
- 2006: Hallo Robbie! (Folge 5x09)
- 2006: Der letzte Zeuge (Folge 8x04)
- 2006: Typisch Sophie (Folge 2x04)
- 2007: Verrückt nach Clara (Folge 1x02)
- 2007: Um Himmels Willen (Folge 6x03)
- 2007: Sturm der Liebe (Folgen 477–480)
- 2007: Alles außer Sex (8 Folgen)
- 2008: Der Bergdoktor (3 Folgen)
- 2008: Der Alte (Folge 32x08)
- 2008–2020: SOKO München (Fernsehserie)
- 2013: SOKO – Der Prozess (5-teilige Filmreihe der SOKO-Serien)
- 2017: Dr. Klein (Folge 4x09)
- 2017: Hubert und Staller (Folge 6x01)
- 2020: SOKO München – Countdown (finale Folge)
- 2021: Bettys Diagnose (Folge 8x03)
- 2022: Die Bergretter (Folge 13x09)

## Theater (Auswahl)
- 1992: Hexenjagd
- 1994, 1997: Becket oder die Ehre Gottes
- 2003: Der Graf von Monte Christo
- 2004, 2015: Des Teufels General, Tournee
- 2006–2010: Schachnovelle
- 2011–2013: Der blaue Engel